# Загорский, Владимир Михайлович
Влади́мир Миха́йлович Заго́рский (настоящее имя Вольф Ми́хелевич Лубо́цкий,э; 3 (15) января 1883 года, Нижний Новгород — 25 сентября 1919 года, Москва) — русский революционер, партийный деятель, секретарь Московского комитета РКП(б).

## Биография

### Ранняя биография. Начало революционной деятельности
Родился в семье чиновника в Нижнем Новгороде. Еврей.
Начал свой революционный путь ещё гимназистом, вместе с Я. М. Свердловым, распространяли в Нижнем Новгороде листовки, работали в рабочих кружках. Член РСДРП(б) с 1901 года. В 1902 году за участие в первомайской демонстрации арестован, осуждён на вечное поселение в Енисейскую губернию. За попытку побега наказание ужесточили, предписав 12 лет ссылки провести в Якутской губернии.
В 1904 году бежал из ссылки в Женеву. Неоднократно встречался с Лениным. 9 января 1905 года был арестован и выслан из Швейцарии.

### Участие в Первой Революции

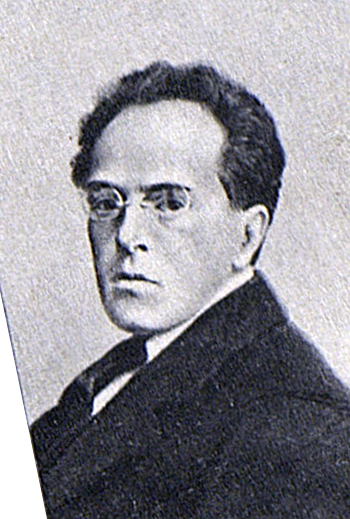
Загорский В. М., 1905 г.

Уже как Загорский вернулся в Россию. Во время Революции 1905 года — участник Декабрьского восстания в Москве. Партийный псевдоним — товарищ Денис. Участвовал в выпуске «Известий Московского Совета». Сражался на баррикадах в районе Пименской улицы, потом на Пресне. После поражения восстания вёл подпольную работу.
В 1908 году эмигрировал в Лондон. В 1910 году нелегально вернулся в Саратов. Выданный провокатором, бежал в Лейпциг под именем «сына священника Михаила Пущаровского». Участвовал в подготовке пражской конференции РСДРП. После начала Первой мировой войны был интернирован немецким правительством. Вёл пропаганду среди русских военнопленных. В апреле 1918 года, после Октябрьской революции и подписания Брестского мирного договора, освобожден.

### Деятельность в РСФСР
С 16 апреля по июнь 1918 года работает первым секретарём Полномочного представительства РСФСР в Германии — первого советского дипломатического представительства за рубежом. В июне 1918 году отозван ЦК РКП(б) в Москву, где с 27 июля 1918 года работает секретарём Московского городского комитета РКП(б). Делегат VIII съезда РКП(б). В сентябре 1919 года вместе с Ф. Э. Дзержинским возглавлял городской комитет обороны.

### Смерть и похороны
Убит 25 сентября 1919 года бомбой, брошенной членами анархистской группировки в помещение Московского комитета РКП(б) в Леонтьевском переулке. По словам очевидцев, Загорский из-за стола президиума бросился в сторону выстрела, к месту падения снаряда, чтобы предотвратить опасность; на ходу он крикнул: «Спокойнее, ничего особенного нет, мы сейчас выясним, в чём дело». Этим он, по-видимому, внёс некоторое успокоение, чем были предотвращены сутолока и давка: значительная часть присутствующих успела выйти из комнаты. Похоронен на Красной площади в Москве.
Был женат на Ольге Владимировне Пилацкой.

## Память
- В честь В. М. Загорского в 1930 году был переименован город Сергиев Московской области, и его именем назван район Московской области. В 1976 году в городе установлен памятник В. М. Загорскому (скульптор А. Ефременко)[5]. В 1991 году городу по результатам местного референдума вернули имя Сергиев Посад и соответственным образом переименовали район.
- На Ткацкой улице Москвы в доме № 25 находился так называемый «Рабочий дворец имени Загорского В. М.», на открытии которого 1 мая 1920 года выступал В. И. Ленин. Памятник истории начала XIX века регионального значения[6].
- В память о погибшем земляке улица Мистровская в Нижнем Новгороде была переименована в улицу Загорского (с 2000 года — улица Академика Блохиной).
- Его именем назван проезд Загорского в Москве.
- Его именем названа библиотека № 117 в Москве (Челябинская улица, 24, к.3).
- В городе Хемниц (Германия) есть улица Владимира Загорского (Wladimir-Sagorski-Straße)[7].
- В 1921 году Верой Мухиной был представлен проект памятника В. М. Загорскому в Москве, но он не был реализован[8].
- В. М. Загорский стал прототипом киноперсонажа Горского (актёр Валерий Золотухин) в советском кинофильме «О друзьях-товарищах» (Мосфильм, 1970 год).